# غلين توربي
رئيس المارشال الجوي السير جلين ليستر توربي (بالإنجليزية: Sir Glenn Lester Torpy)‏ (ولد في 27 يوليو 1953) ضابط متقاعد من سلاح الجو الملكي. كان طيارا سريعا في أواخر السبعينات والثمانينيات من القرن الماضي وخدم في حرب الخليج الثانية ثم انتقل إلى القيادة الأعلى. كان قائد وحدة العمليات الجوية في تيليتش (العمليات البريطانية في العراق) وشغل منصب رئيس الأركان الجوية والرئيس المهني لسلاح الجو الملكي في الفترة من 2006 إلى 2009. في هذا الدور استضاف توربي أكبر عرض الهواء في سلاح الجو الملكي في عقدين وطالب بتوطيد جميع القوى الجوية البريطانية في يد القوات الجوية الملكية.

## النشأة
ابن تورون غوردون توربي وسوزان توربي (سابقا ليندسي). حصل توربي على شهادة بكالوريوس العلوم في هندسة الطيران من كلية لندن الإمبراطورية.

## المسيرة العسكرية
انضم توربي إلى سلاح الجو الملكي كضابط تجريبي في 8 سبتمبر 1974 وأمضى حياته المهنية في وقت مبكر بعد أن غادر كلية سلاح الجو الملكي في كراينويل واضطلع بواجبات الطيران في طائرة جاكوار قبل التأهل كمدرب أسلحة على طائرات بي أيه إي هوك. تمت ترقيته إلى ضابط الطيران في 8 مارس 1975 مع أقدمية ترجع إلى 8 يونيو 1973 ثم إلى ملازم رحلة في 8 ديسمبر 1975 ثم إلى زعيم سرب في 1 يوليو 1983.

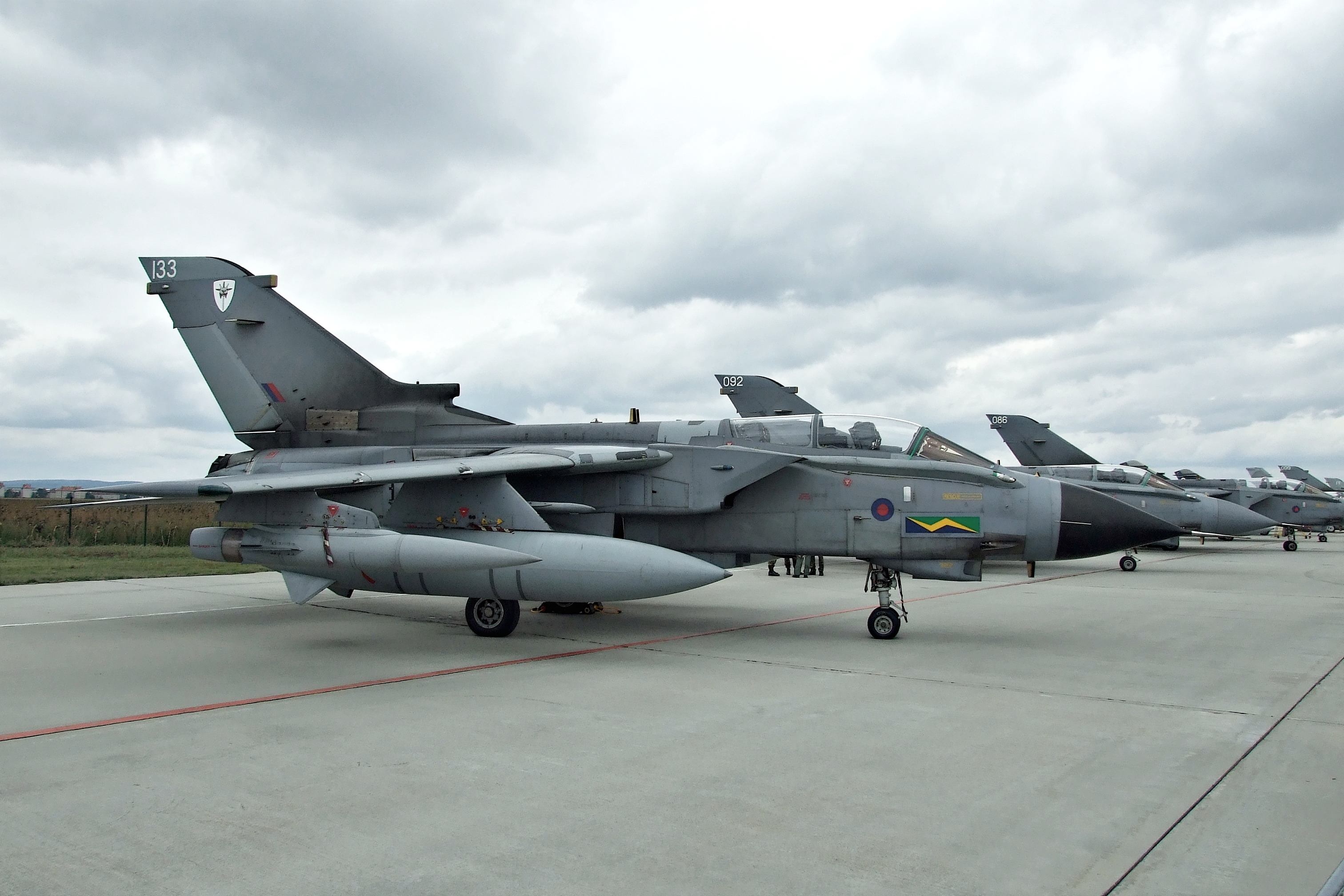
تورنادو وهو من نفس نوع الطائرات التي حلق بها توربي في عقد 1980.

شملت الأوامر الأولى لتوربي جولة كزعيم سرب في طائرات تورنادو قبل تعيينه ضابط القيادة للسرب 13 في عام 1989. بعد أن تمت ترقيته إلى قائد الجناح في 1 يوليو 1989 خدم توربي في حرب الخليج الثانية مع السرب 13 ومن ثم حصل على أمر الخدمة المتميزة. تم تعيينه ضابطا شخصيا إلى ضابط الجو الذي يقود قيادة ضربة سلاح الجو الملكي في عام 1992.
تمت ترقيته إلى قائد المجموعة في 1 يوليو 1993 وتم تعيين توربي قائد محطة بروخن بألمانيا في عام 1995. بعد الترقية إلى رئيس جوي في 1 يناير 1997 درس في الكلية الملكية للدراسات الدفاعية في عام 1997. عين مساعد رئيس الأركان (العمليات) في المقر الدائم في نورثوود في عام 1998 ومدير العمليات الجوية في وزارة الدفاع في عام 1999. تم تعيين توربي قائدا لأمر الإمبراطورية البريطانية مع مرتبة الشرف في عام 2000 ضمن تكريمات السنة الجديدة وأصبح مساعد رئيس أركان الدفاع (العمليات) في وزارة الدفاع في عام 2000.
في الفترة من 2001 إلى 2003 كان توربي ضابط القيادة الجوية رقم 1 وعمل أيضا كقائد لمكونات الهواء لعملية تليك (العمليات البريطانية في العراق). حصل على وسام الإستحقاق الأمريكي «اعترافا بالخدمات المرموقة والمتميزة خلال عمليات التحالف في العراق» في عام 2003. تمت ترقيته إلى نائب المارشال الجوي في 1 يناير 2001 ثم إلى مارشال جوي في 18 يوليو 2003.
في الفترة من 2003 إلى 2004 كان توربي نائبا للقائد العام لقيادة سلاح الجو الملكي. في 26 يوليو 2004 عين رئيسا للعمليات المشتركة في المقر الدائم المشترك في نورثوود. تم تعيينه قائد فارس آمر الطريق في عام 2005 ضمن تكريمات السنة الجديدة.
مع الترقية إلى رئيس المارشال الجوي في 13 أبريل 2006 أصبح توربي رئيس الأركان الجوية وياور الملكة إليزابيث الثانية في 13 أبريل 2006. تم تعيينه فارس ثليبي كبير في عام 2008 ضمن تكريمات عيد الميلاد. في يوليو 2008 استضاف توربي أكبر عرض للهواء الجوي في سلاح الجو الملكي في غضون عقدين كمسيرة بطول 35 ميلا (56 كيلومتر) من الطائرات التي حلقت فوق الملكة للاحتفال بالذكرى السنوية التسعين للخدمة. حدث جدل في يونيو 2009 بشأن توطيد جميع القوات الجوية البريطانية في يد سلاح الجو الملكي والتشكيك بشكل فعال في مستقبل الطائرات النفاثة للبحرية الملكية.
تقاعد توربي من سلاح الجو الملكي في يوليو 2009 وأصبح مستشارا عسكريا كبيرا لشركة بي إيه إي سيستمز. هو أيضا رئيس أمناء متحف سلاح الجو الملكي وحاكم مدرسة أسكيد للبنين في هابيرداشيرز.

## الحياة الشخصية
تزوج توربي من كريستين جاكسون في عام 1977. تشمل اهتماماته الغولف والمشي على التلال والتاريخ العسكري وصنع الخزائن.